# Joe Lee Wilson
Pour les articles homonymes, voir Joe Wilson, Lee et Wilson.
Joe Lee Wilson est un chanteur américain de jazz, né le 22 décembre 1935 à Bristow, Oklahoma, et mort le 17 juillet 2011 à Brighton, au Royaume-Uni.
Wilson est reconnu en tant que leader, ainsi que pour sa contribution à l'Attica Blues Band d'Archie Shepp, ses performances avec le groupe Mtume, ou encore au côté de Sunny Murray. Durant les années 1970, il ouvre le Ladie's Fort, un club situé à Manhattan, et prend part au mouvement Loft jazz. Le chanteur s'installe en Europe en 1977.

## Biographie

### Jeunesse
Joe Lee Wilson naît de parents agriculteurs établis en Oklahoma. Il s'initie au piano et au chant à l'âge de cinq ans, dans une église baptiste. À quinze ans, il rejoint deux de ses frères à Los Angeles. Il décide de devenir chanteur de jazz. En 1954, il rentre au conservatoire, où seule la musique classique est enseignée. Il choisit de poursuivre ses études au Los Angeles City College,. Durant deux ans, il fait le bœuf au Fiddler's Zanzibar, un club de Santa Monica. Il s'installe à San Francisco en 1960 et se produit avec de nombreux artistes, dont Miles Davis, Elvin Jones, ou encore Art Blakey,.

### Carrière musicale
Après un séjour au Mexique, Wilson s'installe à New York en 1962. En 1968, il signe chez Columbia à l'issue d'un concours organisé par NBC dont lui et Sly and the Family Stone sont finalistes. Le chanteur enregistre deux 45 tours pour le label. Au cours des années 1970, il est au cœur de la scène Loft jazz et ouvre son propre club, le Ladie's Fort, dans le quartier de NoHo,. Parallèlement, il fait partie de l'Attica Blues Band d'Archie Shepp, et joue notamment avec le groupe Mtume et Freddie Hubbard. En 1973, il se produit au Newport Jazz Festival,. Wilson s'établit en France en 1977. Depuis, il partage son temps entre Paris, Brighton et le Japon. En France, il se produit essentiellement avec Kirk Lightsey et le Spirit of Life Ensemble.

## Style musical et influences
Joe Lee Wilson est un improvisateur à la voix chaude, souple et puissante. Il se montre tout aussi convaincant dans le jazz que dans le blues et le gospel,.
Il s'inspire de Eddie Jefferson, pionnier du vocalese. Son style est comparé à celui de chanteurs tels Oscar Brown, Leon Thomas et Billy Eckstine,.

## Discographie
- Mr. Joe Lee Wilson in the Great City, 1964
- Without a Song, 1969 (réédité sous le titre Hey Look at You)
- Archie Shepp – Things Have Got To Change, 1971
- Mtume – Alkebu-Lan, Land of The Blacks - Live at The East, 1971
- Archie Shepp – Attica Blues, 1972
- Livin’ High Off Nickles and Dimes, 1972
- Archie Shepp – The Cry of My People, 1972
- Charles Earland – Charles III, 1973
- Billy Gault – When Destiny Calls, 1974
- Joe Lee Wilson & Bond Street – What Would It Be Without You, 1975
- Charles Greenlee – I Know About The Life, 1975
- Joe Lee Wilson & The Bond Street – Shout For Trane, 1976
- Clifford Jordan – Inward Fire, 1977
- Secrets From The Sun, 1977
- Archie Shepp – A Touch of The Blues, 1977
- Archie Shepp – Attica Blues Big Band Live at The Palais Des Glaces, 1979
- Joe Lee Wilson with Jimmy Ponder – Come and See, 1981
- The Shadow, 1988
- Acid Rain, 1992
- Feelin’ Good, 2000
- Ballads for Trane, 2003
- Joe Lee Wilson & Renato Sellani Trio – I Believe, 2008